# Plus grandir
Plus grandir è il secondo singolo dell'album Cendres de lune della cantautrice francese Mylène Farmer, pubblicato il 25 settembre 1985.
Questo singolo è ricordato in particolare per il videoclip che accompagna la canzone, il primo vero cortometraggio di Laurent Boutonnat che presenta per la prima volta i temi ricorrenti in tutti i clip della rossa: religione, sesso, morte, paura d'invecchiare... Dopo il mega flop del precedente singolo On est tous des imbéciles la casa discografica del duo richiede (rimanendo fiduciosi nelle doti della Farmer) assolutamente una hit; Plus grandir non lo diventerà ma aiuterà comunque l'équipe Farmer a racimolare un budget sufficiente per sostenere il successivo e costosissimo videoclip Libertine.
Il singolo venderà circa 70 000 copie ma non gli varrà nessuna certificazione. Esiste una versione live del singolo uscita nel 1990.

## Versioni ufficiali
1. Plus grandir (Single Version) (4:03)
2. Plus grandir (Maxi 45 Tours Version) (6:00)
3. Plus grandir (Live Mix) (4:50)
4. Plus grandir (Live Mix Edit) (4:05)
5. Plus grandir (Mother's Live Remix) (6:25)
6. Plus grandir (Mum's rap) (4:10)
7. Plus grandir (Nouveau mix) (3:35)